# Єременко Олександр Михайлович
Олександр Михайлович Єременко (нар. 26 серпня 1959, м. Алчевськ, Луганська область) — український науковець, філософ, письменник і публіцист.

## Біографія
Народився в місті Алчевську Луганської області. Батько — український поет, учасник Великої вітчизняної війни, директор обласного державного архіву. Мати — гардеробниця обласної бібліотеки. 1962 року сім'я переїхала до Луганська.
У 1976—1980 роках навчався на російському відділенні філологічного факультету Ворошиловградського державного педінституту імені Тараса Шевченка, отримав диплом з відзнакою.
1991 року захистив кандидатську дисертацію за темою: «Комунікативні механізми філософського пізнання» (Інститут філософії АН України). 2010 року захистив дисертацію доктора наук за темою: «Історична подія в європейській традиції (соціально-філософський аналіз)» (Дніпропетровський національний університет імені Олеся Гончара).
За часів Перебудови видавав самвидавний журнал «Чорний квадрат». 1991 року деякий час працював нічним сторожем.
Працював в середній школі, в редакції заводської газети, у науково-методичному центрі Луганського обласного управління культури. У 1992—1995 роках викладав в Луганському державному педінституті імені Тараса Шевченка. У 1995—2011 роках працював на кафедрі соціально-гуманітарних дисциплін Луганського державного університету внутрішніх справ (з 2007 року — імені Е. О. Дідоренка). З 2006 до 2011 року завідував вказаною кафедрою.
З 2011 до 2018 року — професор (з 2015 до 2018 — завідувач кафедрою) світової філософії та естетики Східноукраїнського національного університету імені Володимира Даля. У липні 2014 року внаслідок сепаратистського заколоту в Луганську виїхав в місто Лисичанськ.
З 2018 року — професор (з 2019 — завідувач кафедри філософії) Національного університету «Одеська юридична академія».
Олександр Єременко — член Міжрегіональної спілки письменників України. 28 травня 2016 року редколегія літературно-художнього альманаху «Крила», що видається в Луганську з 2006 року, вивела зі свого складу заступника головного редактора Єременка за його публікації в українських і зарубіжних виданнях, в яких міститься гостра критика донбаського сепаратизму, і, зокрема, сепаратизму так званої «Луганської народної республіки». У коментарях до ухваленого рішення це пояснюється наступним чином: «Єременко з початком народно-визвольної війни в Донбасі покинув Луганськ. Ймовірно проживає на окупованій Україною частині ЛНР. Неодноразово у соціальних мережах висловлював обурення щодо діяльності редколегії „Крил“ в Луганську. При цьому О. М. Єременко не вважав за потрібне встановити зв'язок ні з головним редактором „Крил“, ні з ким іншим з редколегії».
Автор близько 200 праць, в число яких входять філософські, науково-популярні, публіцистичні, а також літературно-художні твори.
Увів у науковий обіг і розробив поняття «подієтема». Подієтема є абстрактна можливість одиничних подій. Останнім часом розробляє нові методологічні підходи у філософії: філософську комбінаторику і оксюморонну діалектику. У роботах з філософської комбінаторики розробляється метод класифікації світоглядів, а також пропонуються правила сполучуваності категорій при виробленні цілісного філософського світогляду. На доробок Олександра Єременка з філософської комбінаторики звернув увагу журнал «Континент». У роботах по оксюморонній діалектиці до аналізу одного з основних принципів діалектики — єдності і боротьби протилежностей застосовується відома в художній літературі риторична фігура — оксюморон. Показуються методологічно-евристичні потенції оксюморонного поєднання діалектичних пар протилежностей.
У п'єсі «Дві таблетки віртуаліна» (надрукована під псевдонімом Олексій Ліквідов) сатирично зображені звичаї, що існують у сучасних українських вишах. У містичній антиутопії — романі «2024» знищення тіла і мозку В. І. Леніна призводить до розпаду сучасної Росії.
У 2009 році Національною академією наук України Олександру Єременку присуджена премія імені Д.  І. Чижевського за цикл праць з методології історії філософії.

## Основні праці

### Філософські
- Ерёменко А. М. Мировой компьютер // Человек. — 2000. — № 3.
- Ерёменко А. М. Проблема «переложения вины» // Социологические исследования. — 2000. — № 7.
- Ерёменко А. М. История как событийность. – Луганск: РИО ЛАВД, 2005. — Т. 1 — 544 с. Т. 2 — 496 с.
- Ерёменко А. М. Правила игры в бисер // Человек. — 2010. — № 1.
- Ерёменко А. М. Философский оксюморон как форма диалектического мышления // Практична філософія. — 2012. — № 3.
- Ерёменко А. М. Историческое событие глазами участников и наблюдателей: Луганск весной-летом 2014. — LAP LAMBERT Academic Publishing RU, 2018. — 50 с.
- Ерёменко А. М. Развенчанный Нострадамус. Пророчества Нострадамуса и теория событем.  – Одесса: «Феникс», 2019. — 266 с.

### Науково-популярні та публіцистичні
- Ерёменко А. М. Древняя Греция в образах. — Луганск: Осирис, Светлица, — 1997. — 88 с.
- Ерёменко А. М. Свобода слова как самодостаточная ценность // 2000. — 2010. — № 34 (522).
- Ерёменко А. М. Размышления о луганской Вандее. Взгляд очевидца событий. — Just A Life. — Saarbrucken, 2015. — 108 с.
- Ерёменко А. М. Правда и ложь Майдана // Гефтер. Интернет журнал. — 22.01.2016. </http://gefter.ru/archive/17292 [Архівовано 5 серпня 2021 у Wayback Machine.]>
- Ерёменко А. М. Конфликт на Донбассе — это гражданская война? Но этим ещё не всё сказано. // Еженедельник 2000. — 2020. — № 37 (959). </https://www.2000.ua/v-nomere/derzhava/ukraina_derzhava/konflikt-na-donbasse--jeto-grazhdanskaja-vojna.htm [Архівовано 5 серпня 2021 у Wayback Machine.]>

### Художні
- Ерёменко А. М. Любимец богов. Мятеж. В поисках истинного блага // В поисках истинного блага. Рассказы молодых писателей Украины и Белоруссии. — М.: «Стилистика», 1998. — С. 12–37.
- Ерёменко А. М. Миф о мятежных ангелах. Сборник философских эссе. — Луганск: «Книжковий світ», 2000.
- Ерёменко А. М. Две таблетки виртуалина. Пьеса для чтения // Крылья. Литературно-художественный альманах. Взмах восьмой. — Луганск: Янтарь, 2012. — С. 185—321. — Псевдоним «Алексей Ликвидов».
- Ерёменко А. М. 2024. Роман. — К: Український письменник, 2020. — 224 с.